# Zbiroh
Zbiroh (německy Zbirow) je město v okrese Rokycany v Plzeňském kraji. Včetně částí Chotětín, Jablečno, Přísednice a Třebnuška ve městě žije zde přibližně 2 500 obyvatel.
Zbiroh leží na jižním okraji chráněné krajinné oblasti Křivoklátsko. Rozloha správního území města je přibližně 32 km². Ve městě se nachází základní škola, mateřská škola, základní umělecká škola, lékárna, zdravotní středisko, pošta, fotbalové hřiště, sokolovna a na náměstí lze najít muzeum, knihovnu, kino a informační centrum mikroregionu Zbirožsko. Na kopci nad městem stojí zbirožský zámek.

## Název
Název města vznikl složením slovesa zbýt a předmětu roh v hanlivém či posměšném významu. V písemných pramenech se objevuje ve tvarech: de Sbirowe (1230), Zbiroh (1247, 1413, 1589), Sbirow (1324), Sbyrow (1327), Sbyrow (1336), Sbyroh (1352–1399), Swiroho (okolo roku 1405), Sbyeroh (1395), ze Zbiroha (1422), na Zbiroze (1423, 1448), Zbyrozsky (okolo roku 1430), Zbieroh (1518), „we Zbijroze Zbiroh hrad, mčko zBiroh… w z Bijroze“ (1542), „z Byroh hrad,… w Zbiroze“ (1542), Zbirovské panství (1603), Zbirowa (1650), Zbirow (1654), „rychta zbirowska, městys Zbirow“ (1655–1730), Zbirow a Zbiroh (1788, 1848, 1849), Zbirow (1872), Zbirov a Zbiroh (1904) a Zbiroh (1913).

## Historie

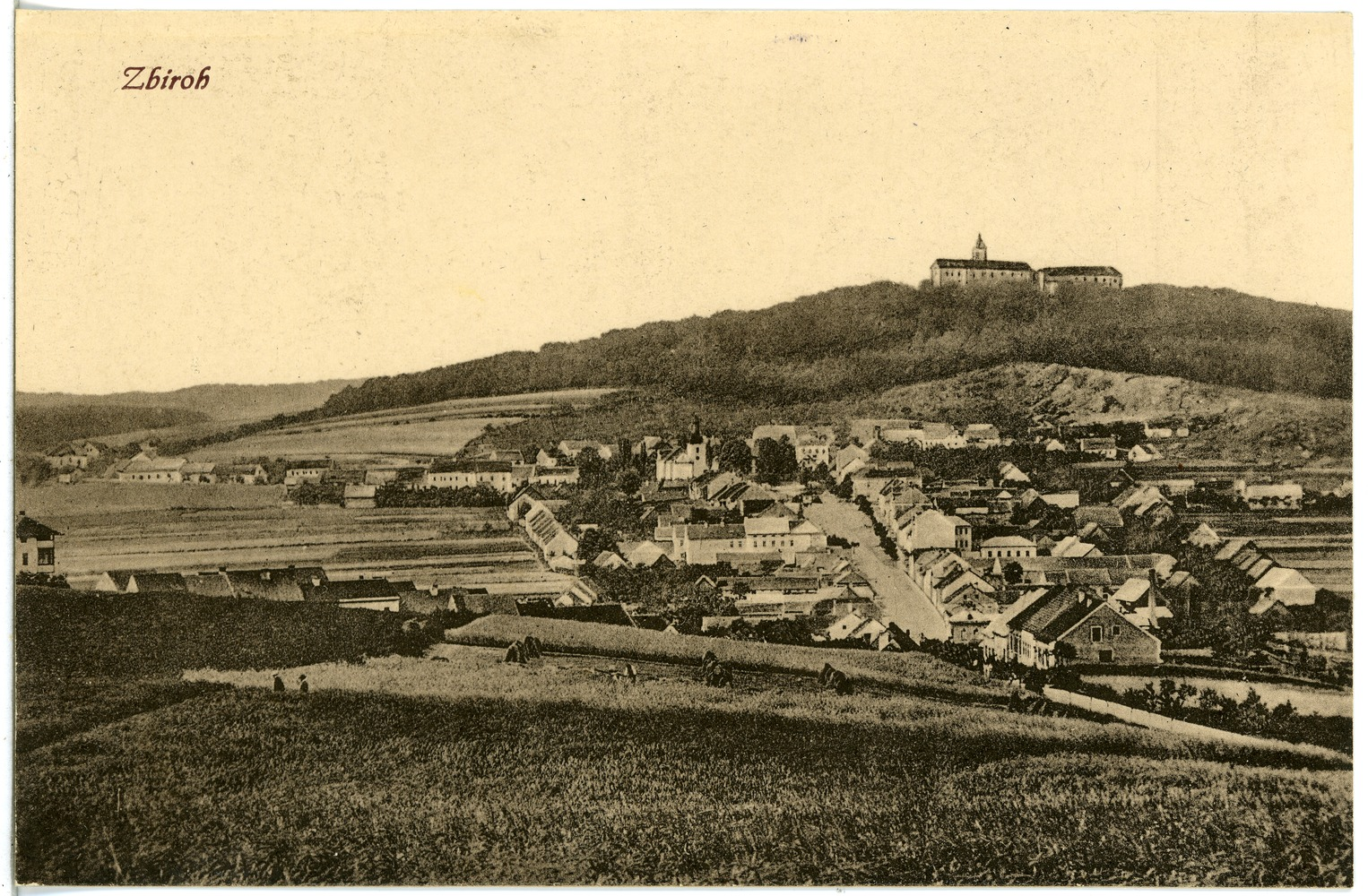
Zbiroh v roce 1920, pohlednice

První písemná zmínka o obci pochází z roku 1230. V roce 1369 byla původní trhová ves povýšena na městečko. Rožmberkové věnovali Zbirohu znak (červená pětilistá růže na stříbrném poli), pečeť, právo k vaření piva a konání trhů. Při návštěvě císaře Františka Josefa I. v roce 1897 bylo městečko Zbiroh povýšeno na město.
V letech 1873–1875 stavěl Bethel Henry Strousberg železnici v trase Františkov – Zbiroh – Kařez – Zaječov – Strašice – Dobřív – Mirošov, nazývanou později Strousbergova dráha. V několika místech byly postaveny náspy a někde i položeny koleje. Dostal se ale do finančních problémů a dráhu nedokončil, roku 1875 byl na dva roky uvězněn a jeho majetek připadl věřitelům. Další pokus o zprovoznění dráhy byl zahájen roku 1911, ale kvůli světové válce nebyl realizován. Československé dráhy projevily snahu obnovit trať v roce 1924, ale neuspěly.
V letech 1882–2012 byla nedaleko města na katastru obce Kařez železniční stanice Zbiroh, která musela z větší části ustoupit modernizaci tratě Praha–Plzeň. Pro cestující vznikla náhrada v podobě zastávky Kařez, která leží přímo u vsi Kařez, cca 800 m od původního nádraží směrem k Plzni. U nádraží, které bylo přejmenováno na Zbiroh nákladové nádraží, je dnes autobusová zastávka „Kařez, Borek“. Dopravu od železniční zastávky do Zbiroha zajišťují autobusové linky.

## Obyvatelstvo
| Rok            | 1869  | 1880  | 1890  | 1900  | 1910  | 1921  | 1930  | 1950  | 1961  | 1970  | 1980  | 1991  | 2001  | 2011  | 2021  |
| -------------- | ----- | ----- | ----- | ----- | ----- | ----- | ----- | ----- | ----- | ----- | ----- | ----- | ----- | ----- | ----- |
| Počet obyvatel | 1 991 | 1 861 | 1 736 | 1 676 | 1 760 | 1 582 | 1 540 | 1 500 | 1 883 | 1 752 | 2 339 | 2 283 | 2 478 | 2 453 | 2 301 |
| Počet domů     | 185   | 205   | 207   | 229   | 234   | 234   | 286   | 367   | 359   | 383   | 432   | 509   | 532   | 600   | 629   |

## Městská správa a politika

### Místní části
- Chotětín
- Jablečno
- Přísednice
- Třebnuška
- Zbiroh

V letech 1961–1971 a od 1. dubna 1980 do 23. listopadu 1990 k městu patřily i Týček, od 1. dubna 1980 do 23. listopadu 1990 Lhota pod Radčem a Plískov a od 1. dubna 1980 do 31. prosince 1992 také Drahoňův Újezd (Drahoňův Újezd se, již bez Chotětína a Třebnušky, opět osamostatnil k 1. lednu 1993).

### Městské symboly
Vlajka byla městu udělena rozhodnutím předsedy Poslanecké sněmovny Parlamentu České republiky dne 4. dubna 2019.

### Mikroregion Zbirožsko
Zbiroh je jednou z obcí stejnojmenného regionu, který se skládá z 12 obcí.

## Pamětihodnosti
- Zámek Zbiroh
- Kostel svatého Mikuláše
- Socha Panny Marie Immaculaty na náměstí
- Socha svatého Jana Nepomuckého na náměstí
- Kříž
- Pomník, u Kařízka
- Sokolovna
- Městské vlastivědné muzeum
- Muzeum J. V. Sládka

## Osobnosti
- Václav Jedlička (1862–1928), akademický malíř
- Josef Jedlička (1868–1938), český strojní inženýr, vysokoškolský pedagog a rektor ČVUT
- Josef Merhaut (1863–1907), spisovatel a novinář
- Josef Palivec (1886–1975), diplomat a básník
- Josef Václav Sládek (1845–1912), básník
- Benignus Sychrovský (1675–1737), kněz a teolog
- Antonín Jaroslav Klose (1861–1906), lyrický spisovatel
- Karel Vokáč (1903–1944) básník, učitel, bojovník proti nacismu
- Antonín Rott († 1944), bojovník proti nacismu
- František Frýda (1914–1999), úředník, divadelník a spisovatel

## Galerie

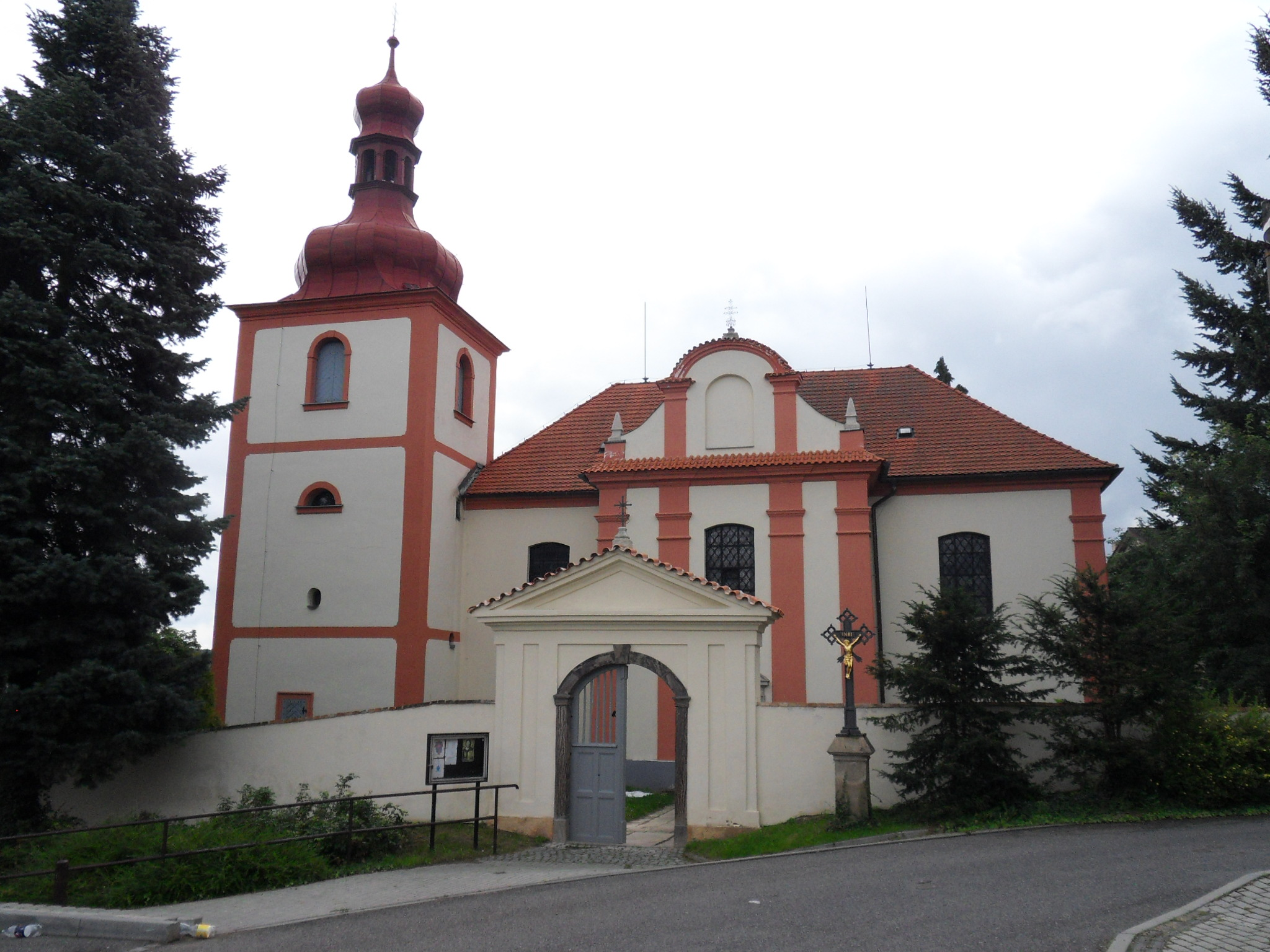
Kostel svatého Mikuláše
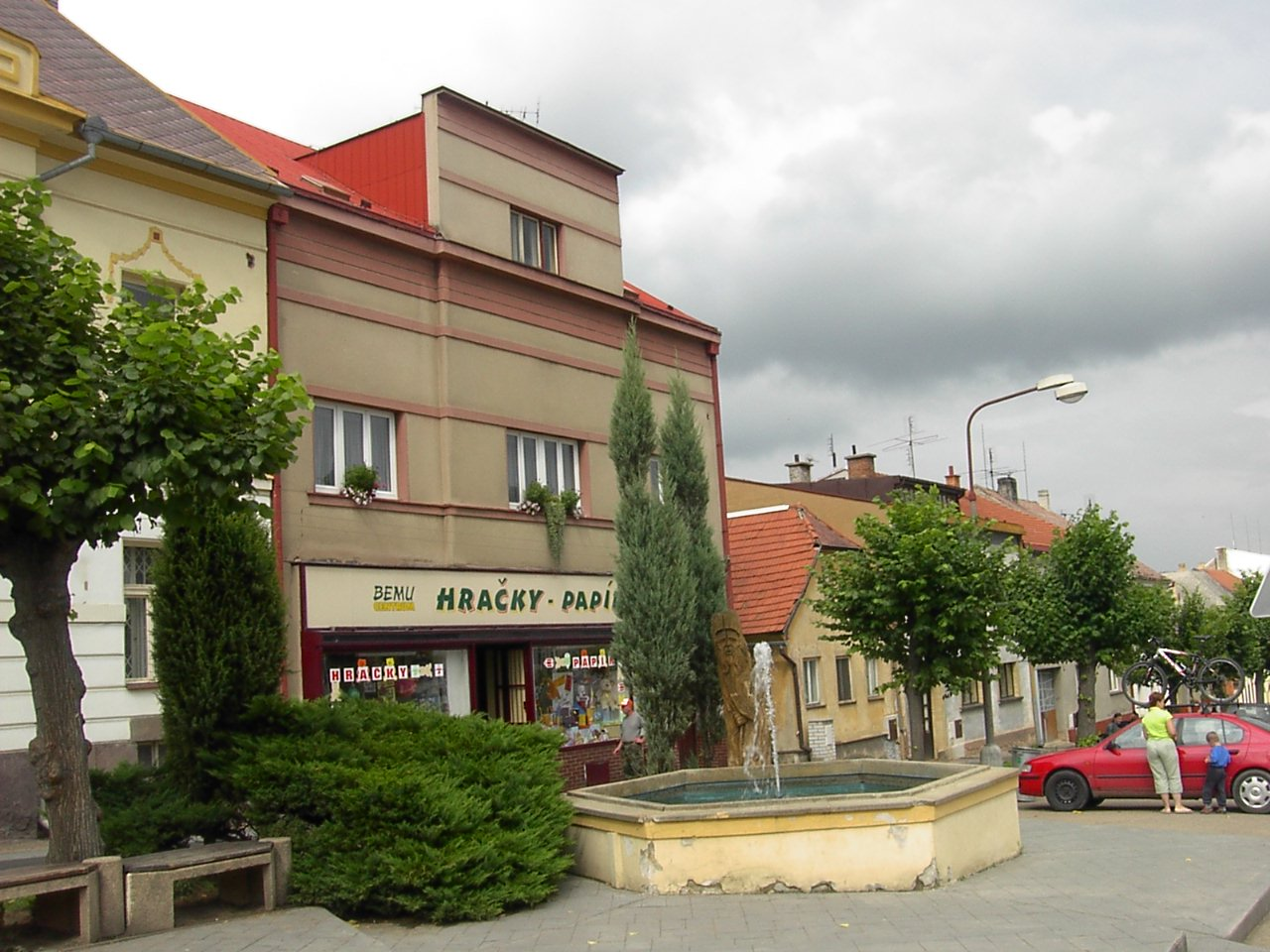
Kašna na Masarykově náměstí
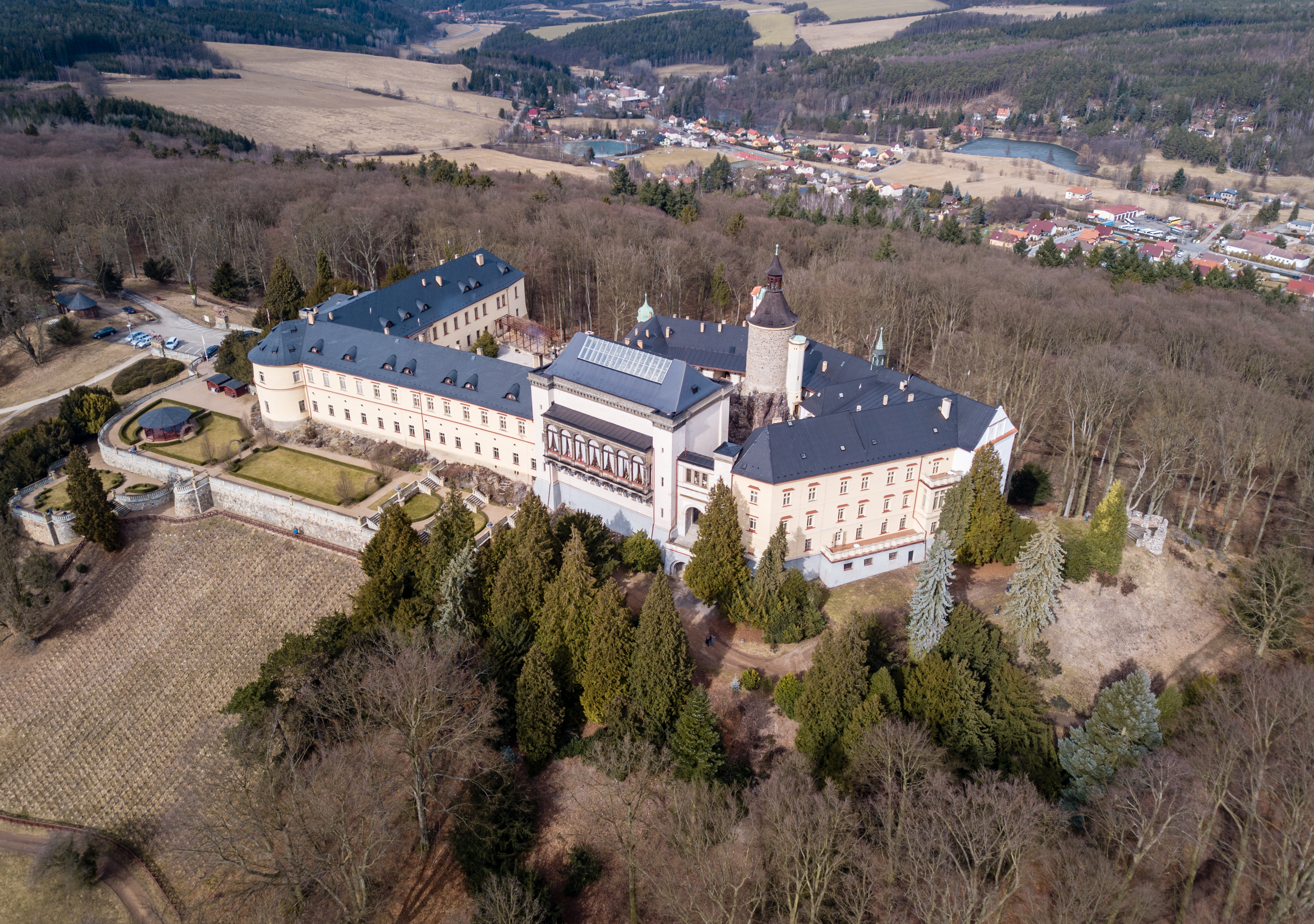
Zámek, letecký pohled
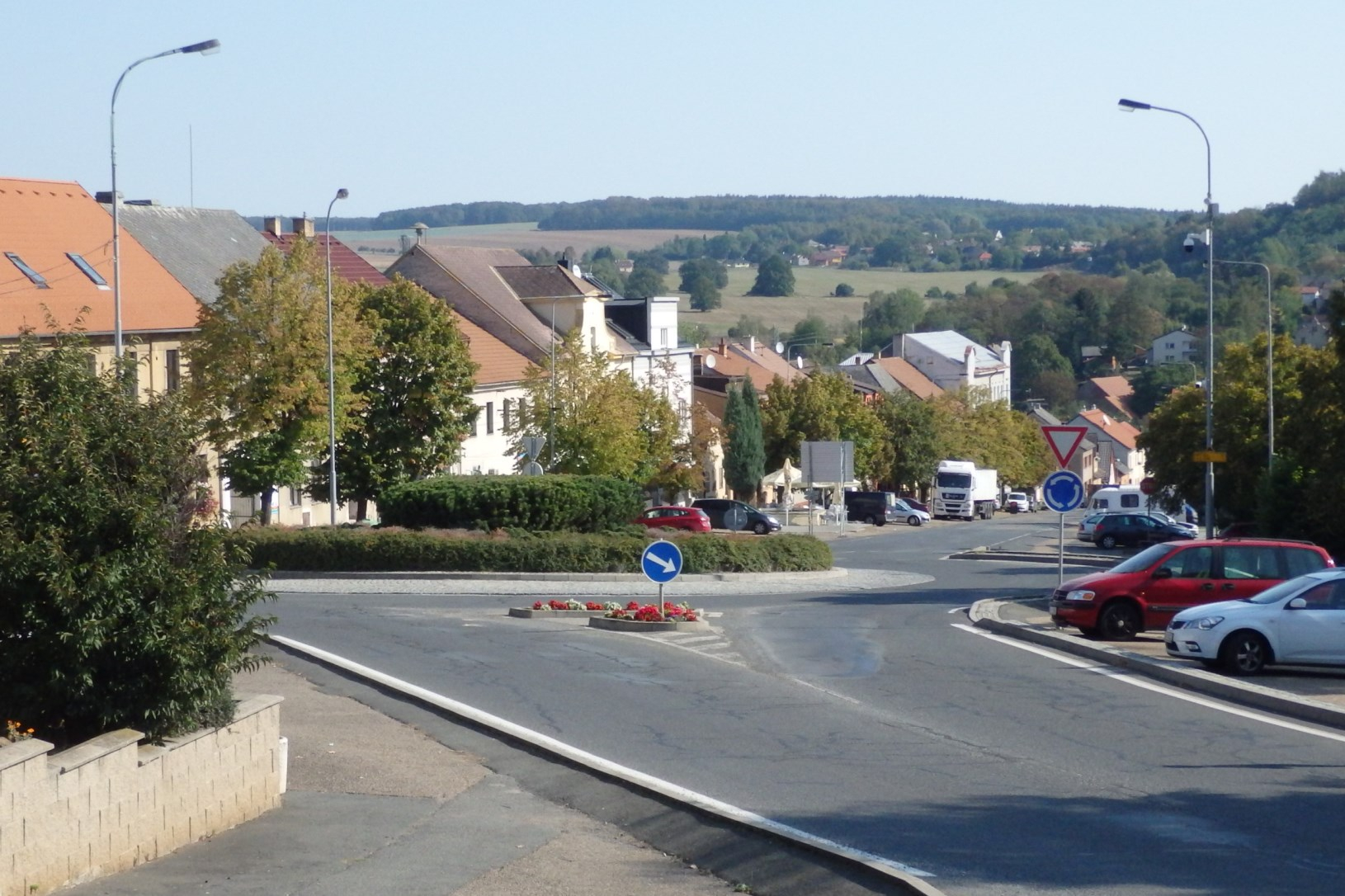
Masarykovo náměstí, pohled od západu
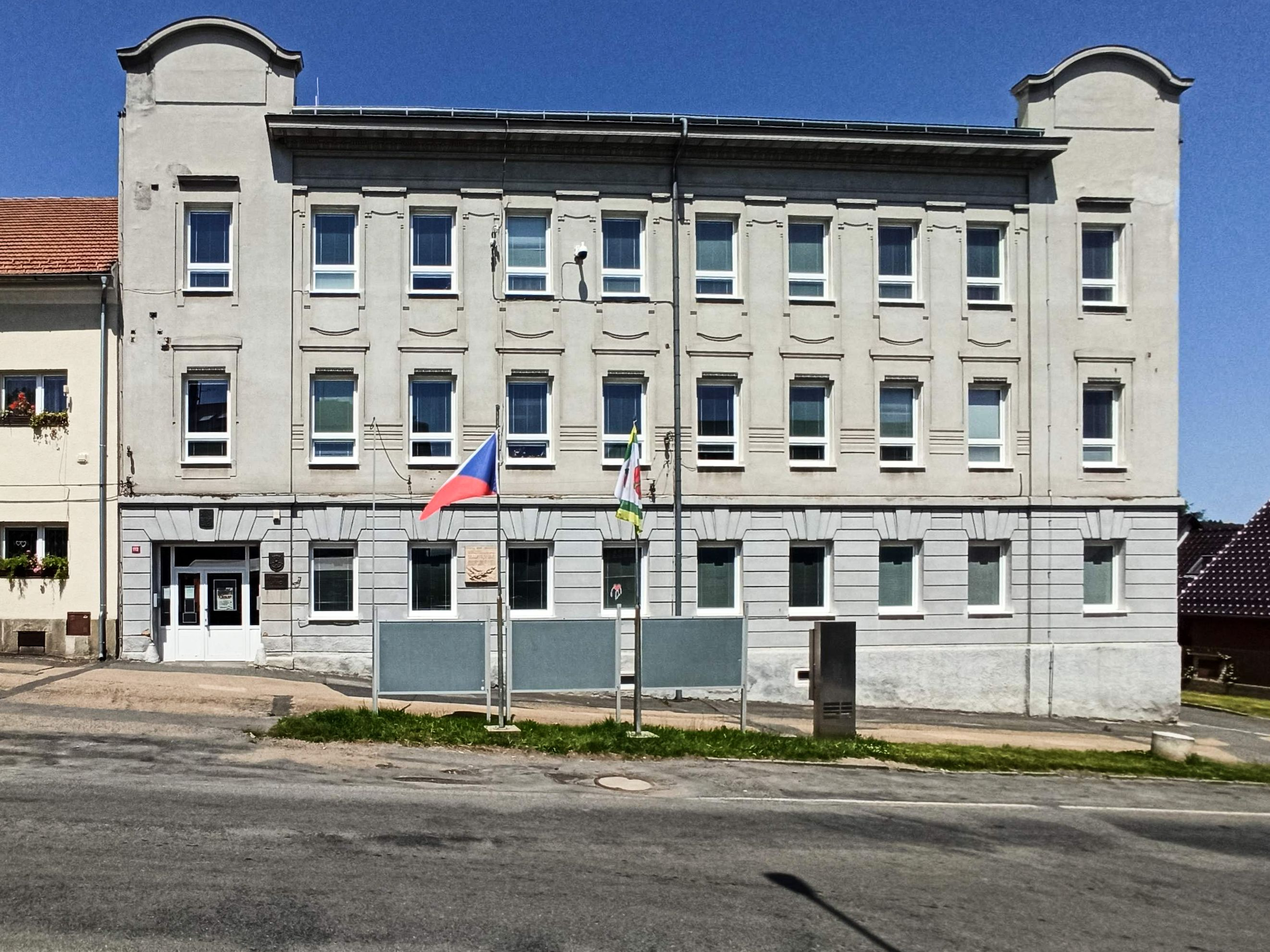
Městský úřad Zbiroh
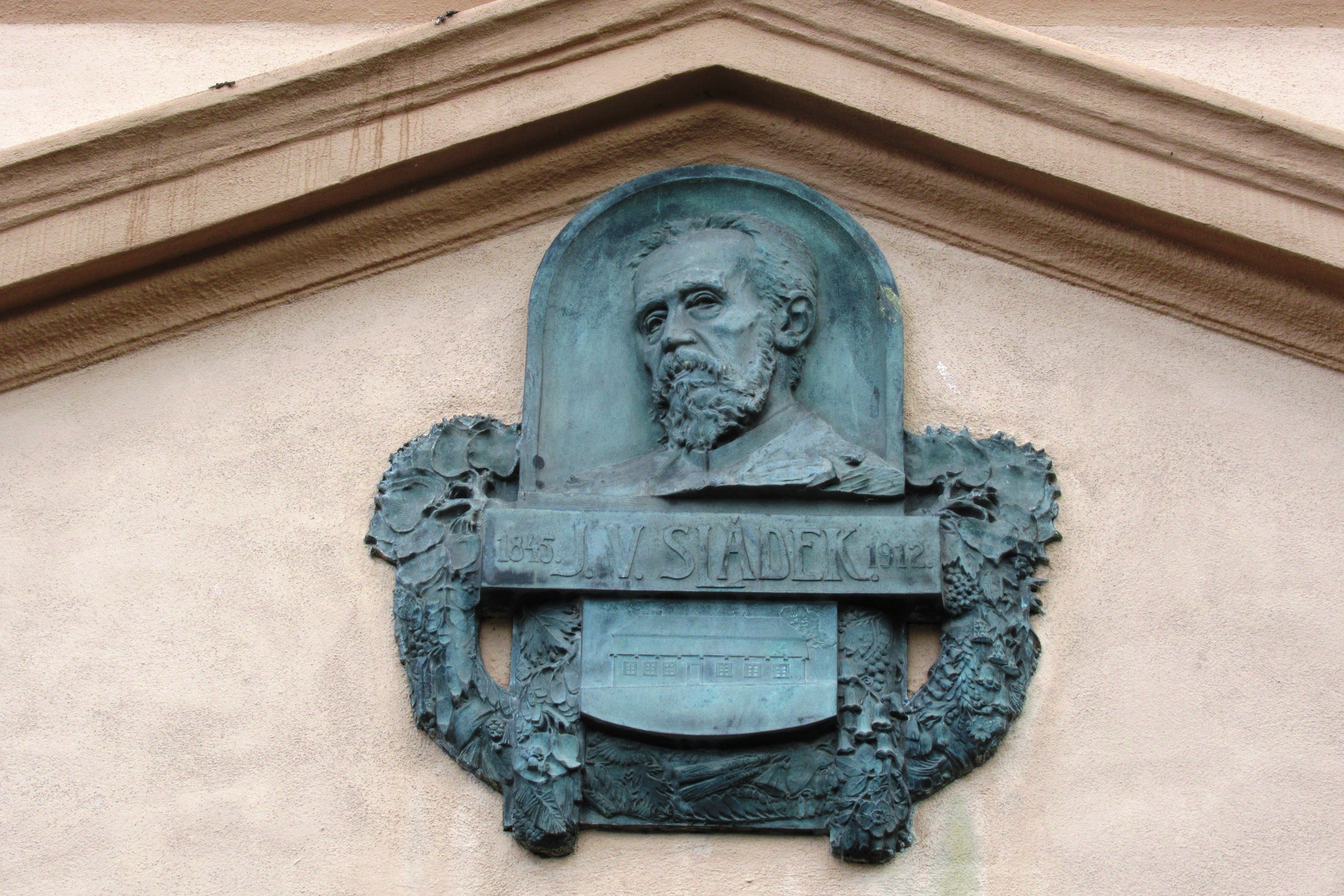
Pamětní deska J.V.Sladkovi na muzeu
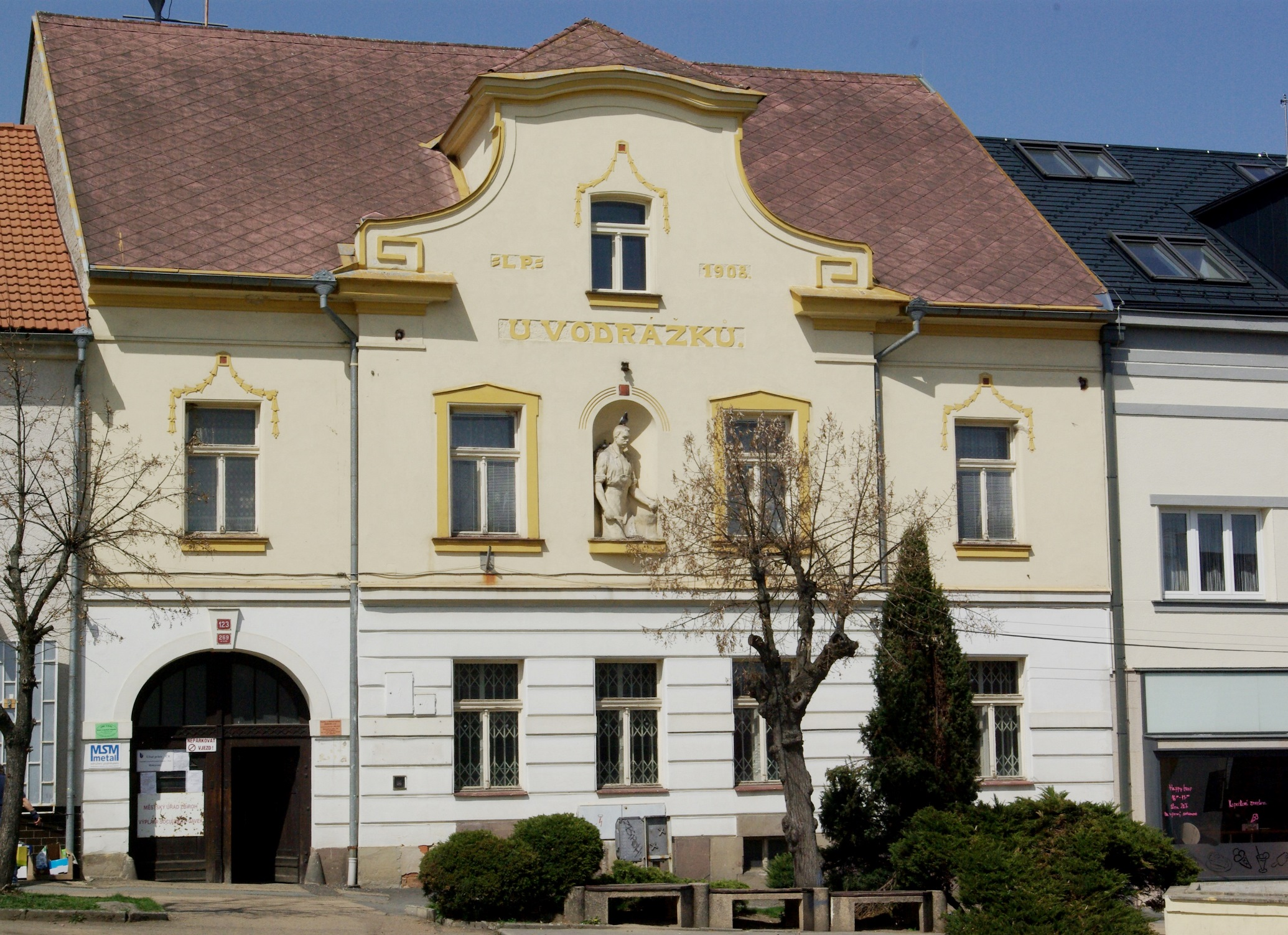
Dům čp. 123 na Masarykově náměstí
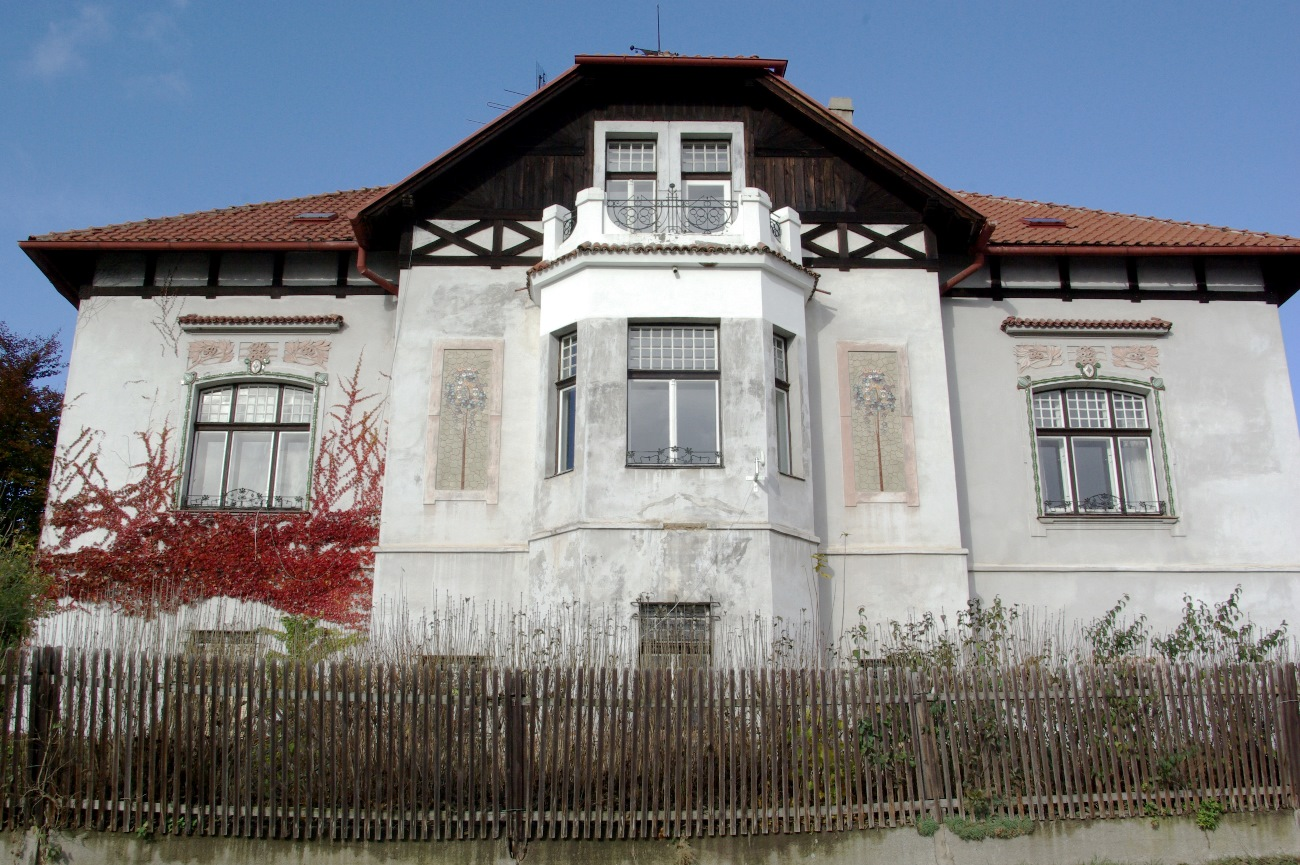
Jedličkova vila čp. 229
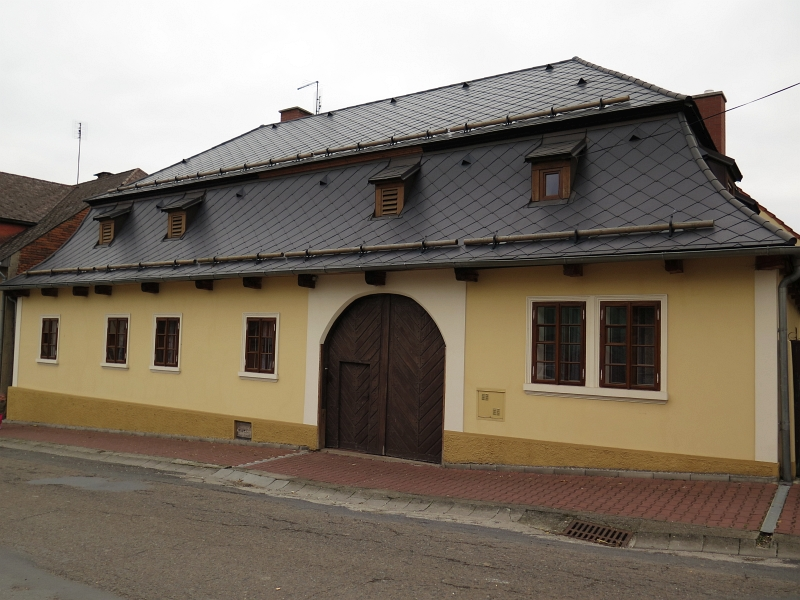
dům čp. 50
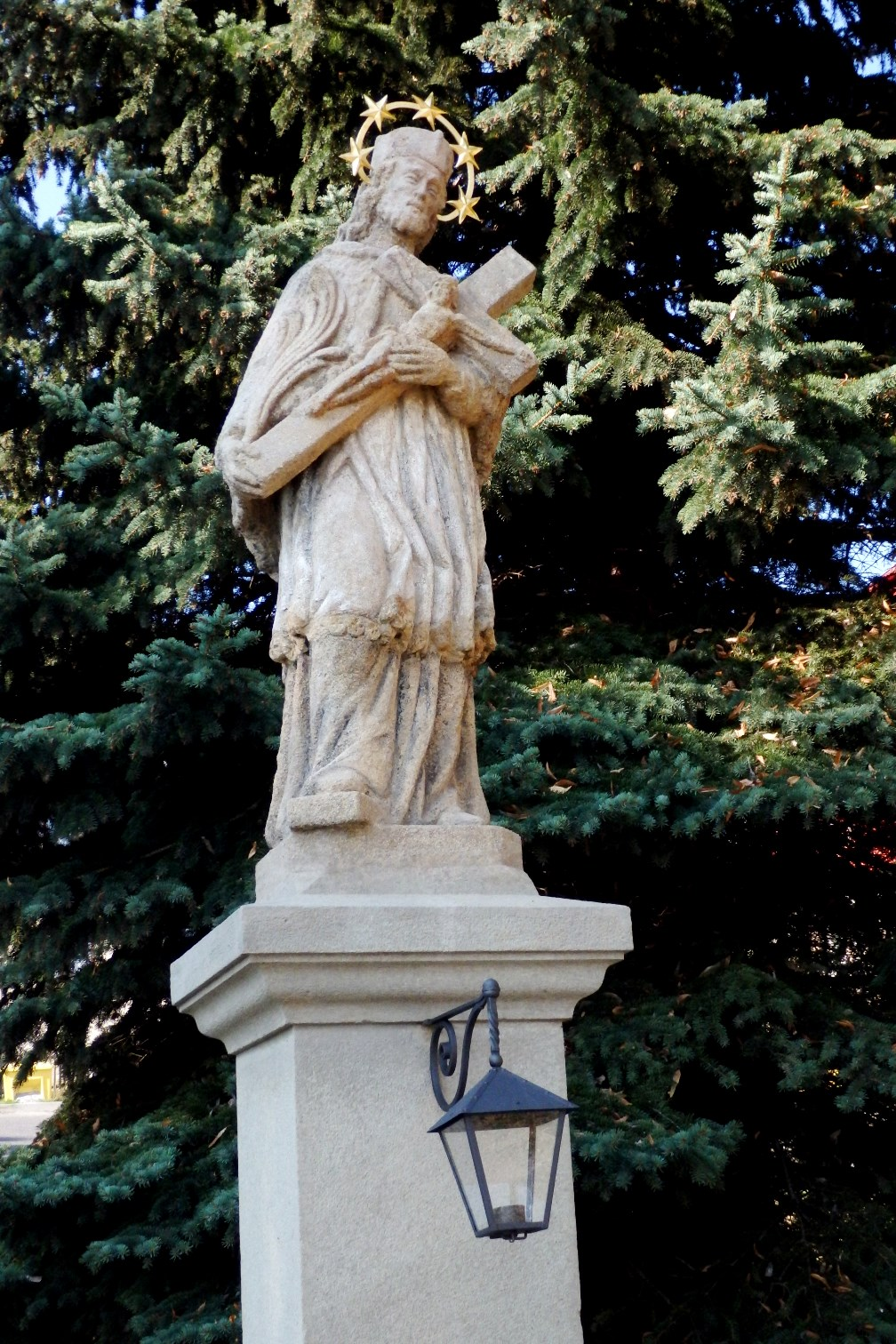
Socha Jana Nepomuckého na náměstí
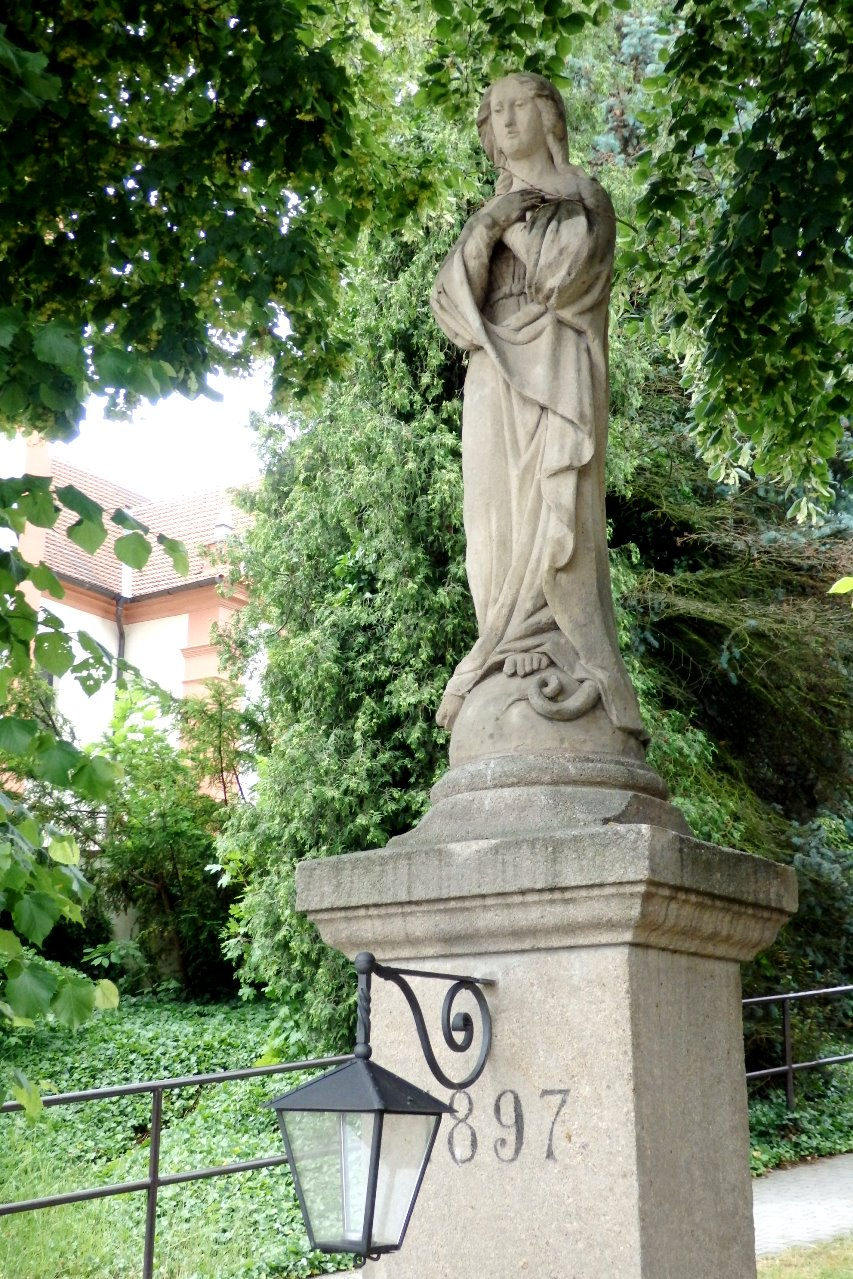
Socha Panny Marie Immaculaty na náměstí
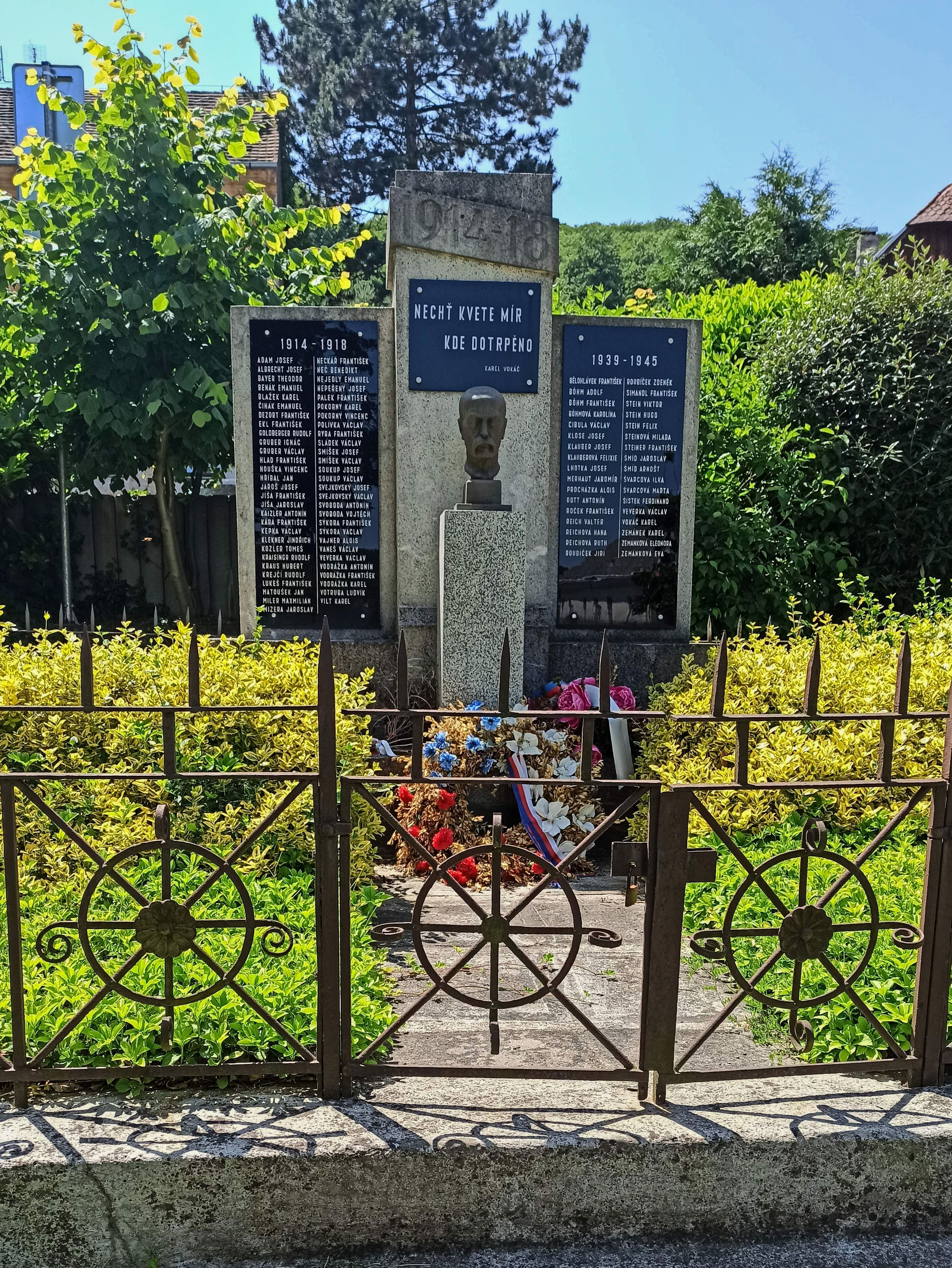
Památník padlým